# Volker Träger
Volker Träger (* 26. Juli 1936 in Freiberg) ist ein deutscher Maler, Grafiker und Keramiker.

## Leben und Werk

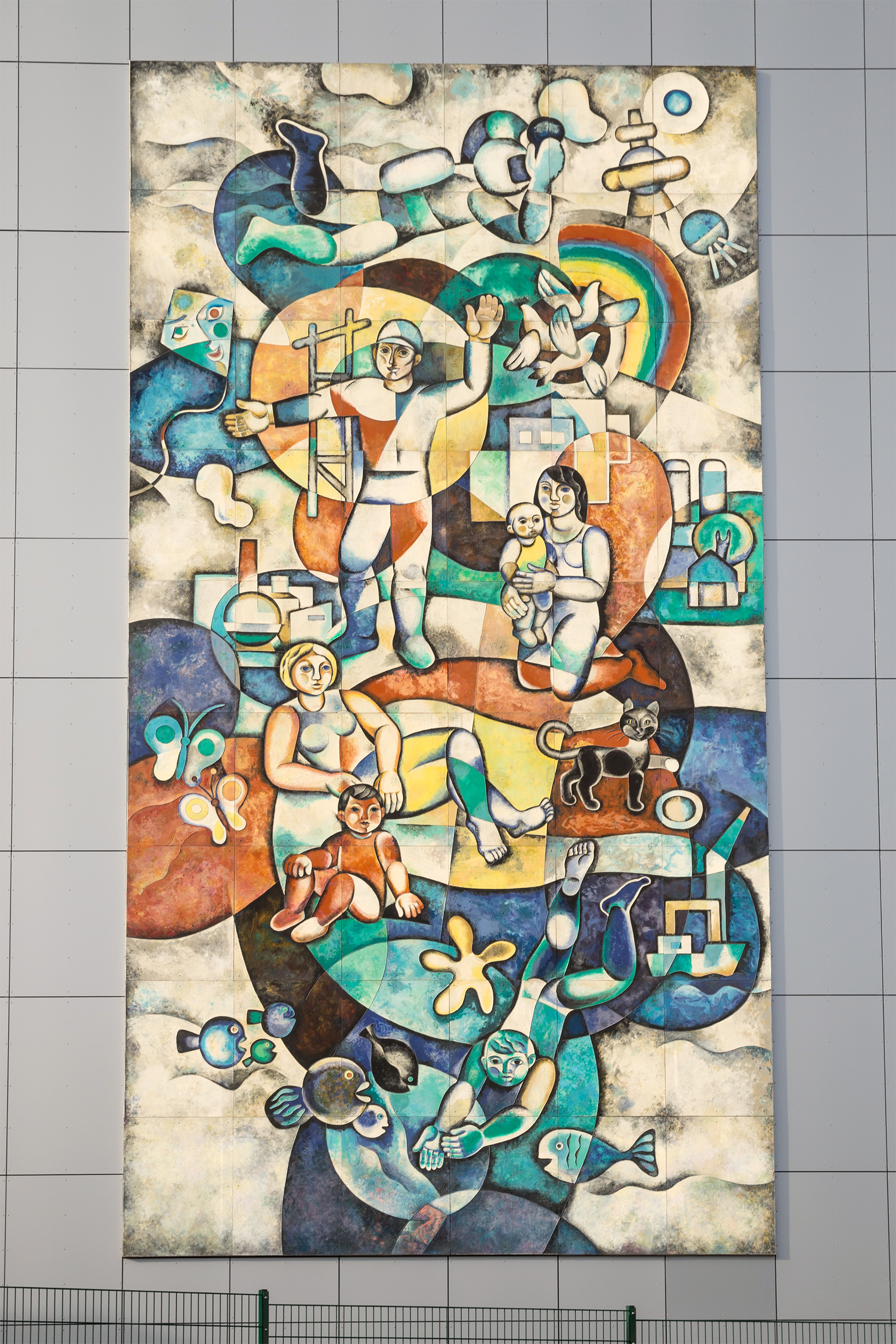
Wandbild „Jugend forscht und lernt“ (1974) von Volker Träger und Klaus Neubauer am Ostgiebel der Grundschule „Carl Böhme“ in Freiberg

Volker Träger absolvierte eine Lehre als Dekorationsmaler. Von 1955 bis 1958 studierte er Dekorative Malerei an der Fachschule für Werbung und Gestaltung Berlin-Schöneweide. Von 1958 bis 1960 arbeitete er in Freiberg als Farbgestalter Städtebau. Von 1960 bis zum Diplom 1965 studierte er an der Hochschule für Bildende Künste Dresden Wandmalerei. Seine wichtigsten Lehrer waren Alfred Hesse, Heinz Lohmar und Gottfried Bammes. Von 1965 bis 1967 machte er am Pädagogischen Institut Erfurt ein externes Studium in Pädagogik, Methodik und Psychologie.
Seit 1966 arbeitet Träger freischaffend in Freiberg. Er schuf dort und an weiteren Orten als Auftragswerke baugebundene Arbeiten wie Wandmalerei, Keramik-Reliefs und Glasfenstergestaltungen. Daneben arbeitet er als freier Maler. 1981 nahm er an den Waldenburger Werkstatttagen teil. Er erhielt öffentliche Aufträge für Kunst am Bau. U. a. beteiligte er sich 1980 an einem offenen Ideenwettbewerb des Bezirksvorstands Karl-Marx-Stadt des FDGB für die künstlerische Gestaltung des im Bau befindlichen großen Erholungsheims „Karl Marx“ in Schöneck. Er gehörte neben Michael Morgner, Dagmar Ranft-Schinke und Klaus Neubauer zu den Gewinnern des Wettbewerbs.
Träger war aktiv ehrenamtlich kultur- und gesellschaftspolitisch tätig. U. a. leitete er Kurse und Projekte für Malerei und Keramik an der Volkshochschule Freiberg, ab 1962 an der Bergakademie Freiberg und ab 1994 an der Volkskunstschule Oederan.
Als Mitglied des Freiberger Kunstvereins war er für die Gestaltung dessen jährlicher Ausstellungen verantwortlich. Er organisierte künstlerische Begegnungen mit Partnerstädten Freibergs, war Mitbegründer des interkulturellen Cafés INCA und arbeitete von 2009 bis 2014 im Kulturausschuss der Stadt mit.

## Mitgliedschaften
- bis 1990: Verband Bildender Künstler der DDR
- Die Kaue (Freiberger Künstlerkreis)
- seit 1991: Freiberger Kunstverein e. V. (Gründungsmitglied und ab 1997 künstlerischer Leiter[5])

## Ehrungen
- 2006: Kulturpreis Kulturraum Mittelsachsen
- 2015: Bürgerpreis Freiberg

## Rezeption
„Er hat in Freiberg und in der Region eine Vielzahl baugebundener Werke geschaffen, die die Ästhetik öffentlicher Räume mitgestalten. Dabei sind ihm stets individuelle künstlerische Lösungen gelungen, die sich wohltuend vom Klischee der jeweiligen Epoche abheben.“

## Ausstellungen (unvollständig)

### Einzelausstellungen
- 2022: Freiberg, Nikolaikirche („Baugebundene dekorative Arbeiten/Malerei/Grafik/Keramik“)

### Teilnahme an zentralen und wichtigen regionalen Ausstellungen in der DDR
- 1957: Berlin, Ausstellungspavillon Werderstraße („Junge Künstler der DDR“)
- 1974, 1979 und 1985: Karl-Marx-Stadt, Bezirkskunstausstellungen
- 1983: Leipzig, Messehaus am Markt („Kunst und Sport“)
- 1984/1985 Karl-Marx-Stadt, Städtisches Museum am Theaterplatz („Retrospektive 1945 – 1984. Bildende Kunst im Bezirk Karl-Marx-Stadt“)